# Maria Thayer

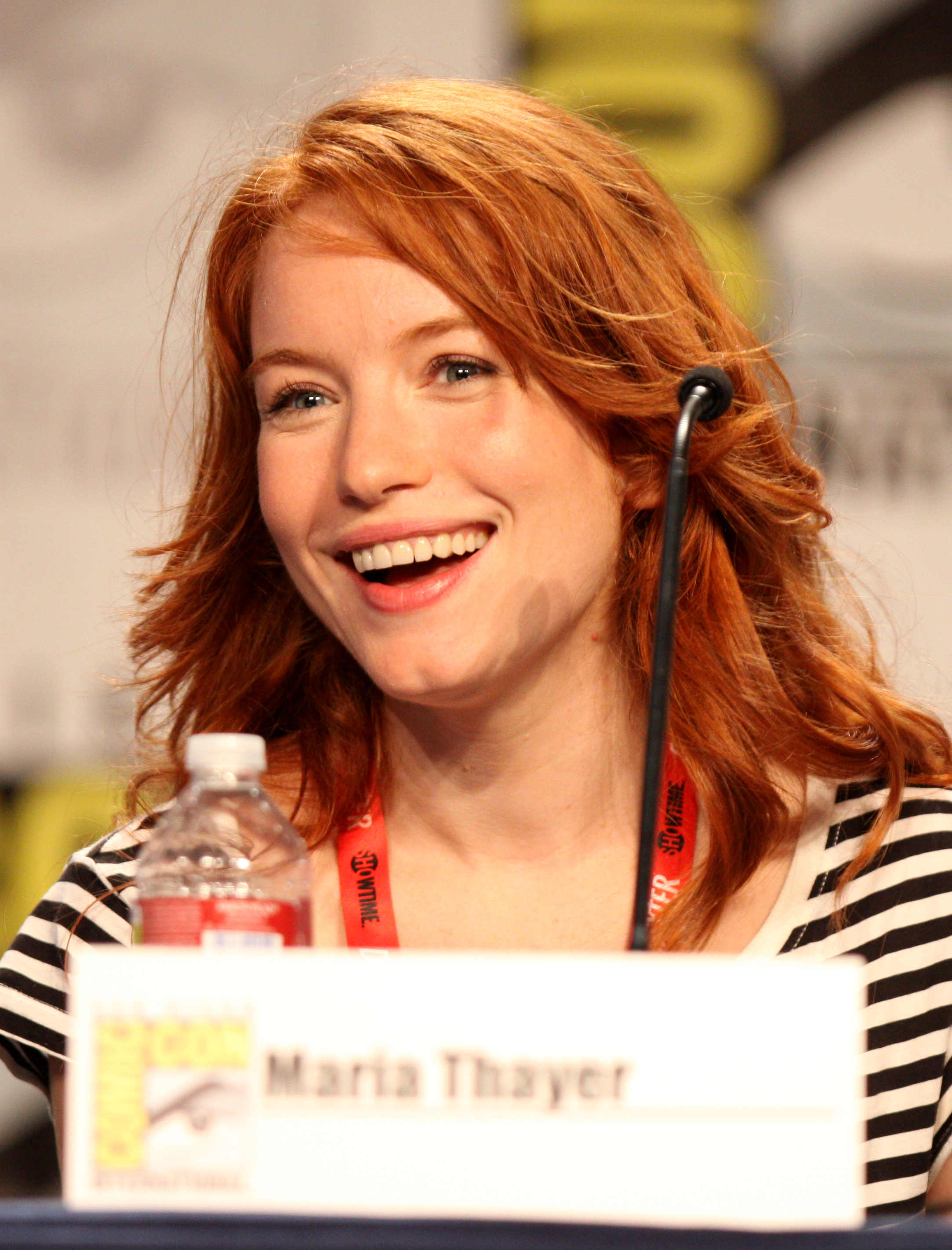
Maria Thayer (2011)

Maria Thayer (* 30. Oktober 1975 in Boring, Oregon) ist eine US-amerikanische Schauspielerin.

## Leben und Leistungen
Thayer debütierte in einer kleinen Nebenrolle in der Komödie Kimberly aus dem Jahr 1999. Es folgte unter anderem die wiederkehrende Rolle der Tammi Littlenut in der Comedy-Fernsehserie Strangers with Candy. In der Komödie Storytelling (2001) spielte sie neben Selma Blair eine der größeren Rollen. Nach einigen Gastauftritten in Fernsehserien spielte sie im Jahr 2005 im Theaterstück The Seagull im New Yorker Blue Heron Arts Center. Zu ihren weiteren Gastauftritten in Fernsehserien gehörte die Rolle der Tochter von Grace Adler in der letzten Folge der Fernsehserie Will & Grace aus dem Jahr 2006. In den Komödien S.H.I.T. – Die Highschool GmbH (2006) mit Justin Long und Jonah Hill sowie Nie wieder Sex mit der Ex (2008) mit Jason Segel, Kristen Bell und Mila Kunis erhielt sie erneut größere Rollen.
2011 bis 2014 war Thayer in der Action-Comedy-Serie Eagleheart in der Hauptrolle der Susie Wagner zu sehen.

## Filmografie (Auswahl)
- 1999: Kimberly
- 1999–2000: Strangers with Candy (Fernsehserie, 14 Folgen)
- 2001: Storytelling
- 2003: Criminal Intent – Verbrechen im Visier (Law & Order: Criminal Intent, Fernsehserie, Folge 3x07)
- 2005: Strangers with Candy
- 2005: Hitch – Der Date Doktor (Hitch)
- 2005: Scratch (Kurzfilm)
- 2006: Will & Grace (Fernsehserie, Folge 8x23)
- 2006: Law & Order: Special Victims Unit (Fernsehserie, Folge 8x06)
- 2006: S.H.I.T. – Die Highschool GmbH (Accepted)
- 2008: Nie wieder Sex mit der Ex (Forgetting Sarah Marshall)
- 2009: 30 Rock (Fernsehserie, Folge 3x11)
- 2009: State of Play – Stand der Dinge (State of Play)
- 2009: Dr. House (House, Fernsehserie, Folge 5x24)
- 2011–2014: Eagleheart (Fernsehserie, 34 Folgen)
- 2013: Cougar Town (Fernsehserie, 3 Folgen)
- 2014: Dads (Fernsehserie, Folge 1x15)
- 2015: Night of the Living Deb
- 2015: Gotham (Fernsehserie, Folge 1x14)
- 2016: The Mindy Project (Fernsehserie, 3 Folgen)
- seit 2016: Those Who Can’t (Fernsehserie)
- 2017: Table 19 – Liebe ist fehl am Platz (Table 19)
- 2021: Superstore (Fernsehserie, 3 Folgen)